# Штрасбург (Каринтия)
Штрасбург (нем. Straßburg) — город  в Австрии, в федеральной земле Каринтия. 
Входит в состав округа Санкт-Файт. Население составляет 2251 человек (на 31 декабря 2005 года). Занимает площадь 97,73 км². Официальный код — 20 530.

## Фотографии

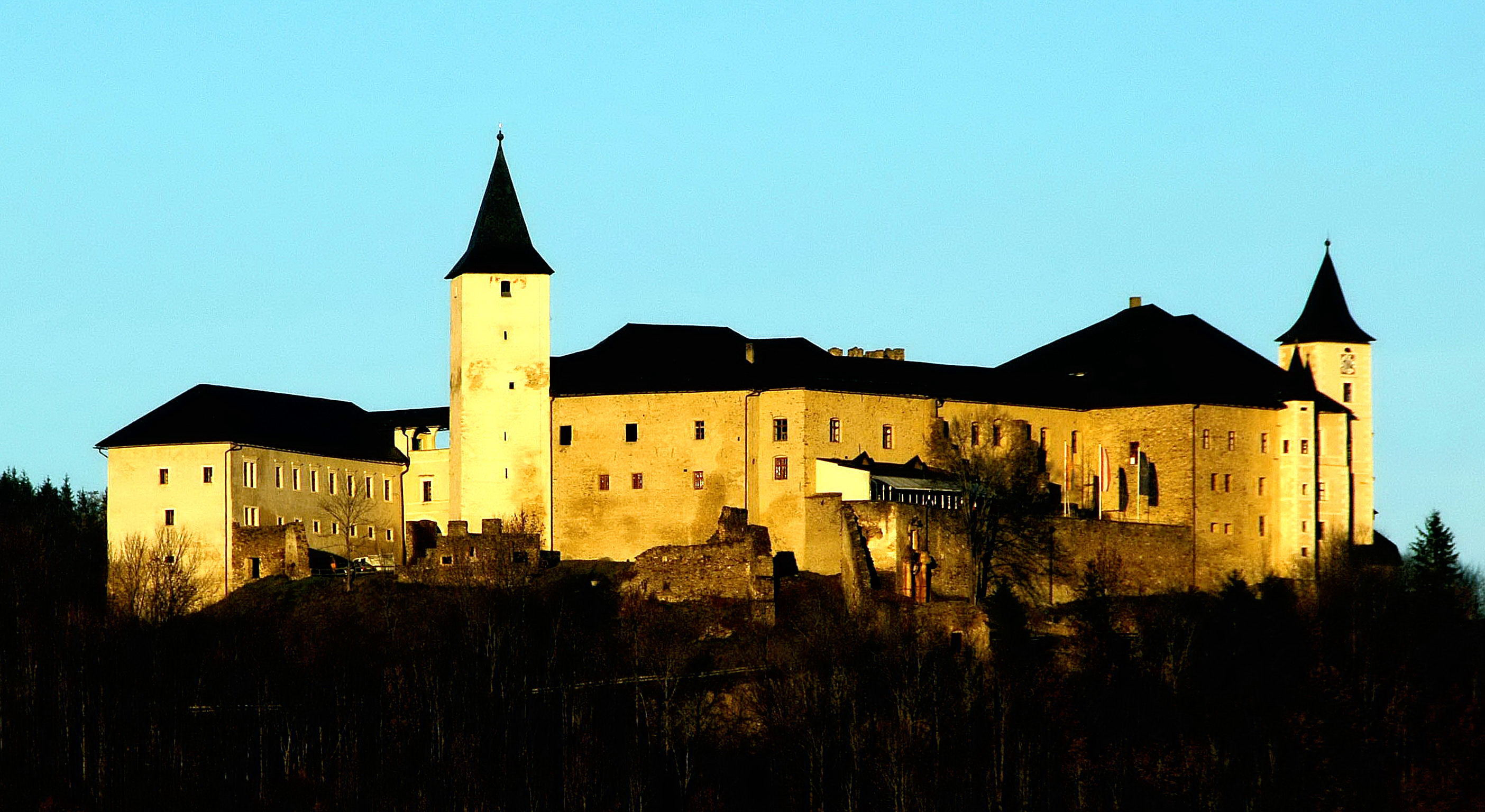
Замок
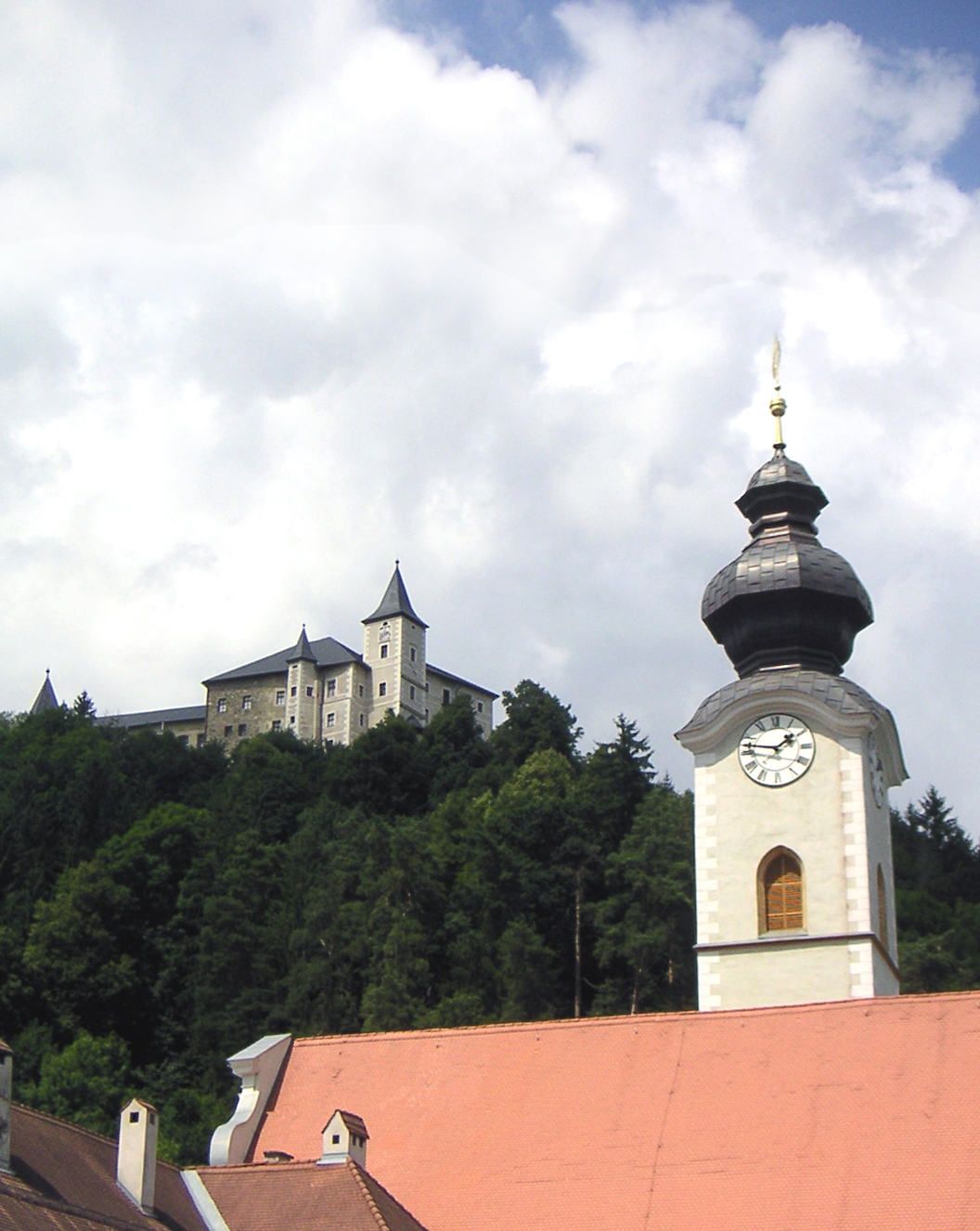
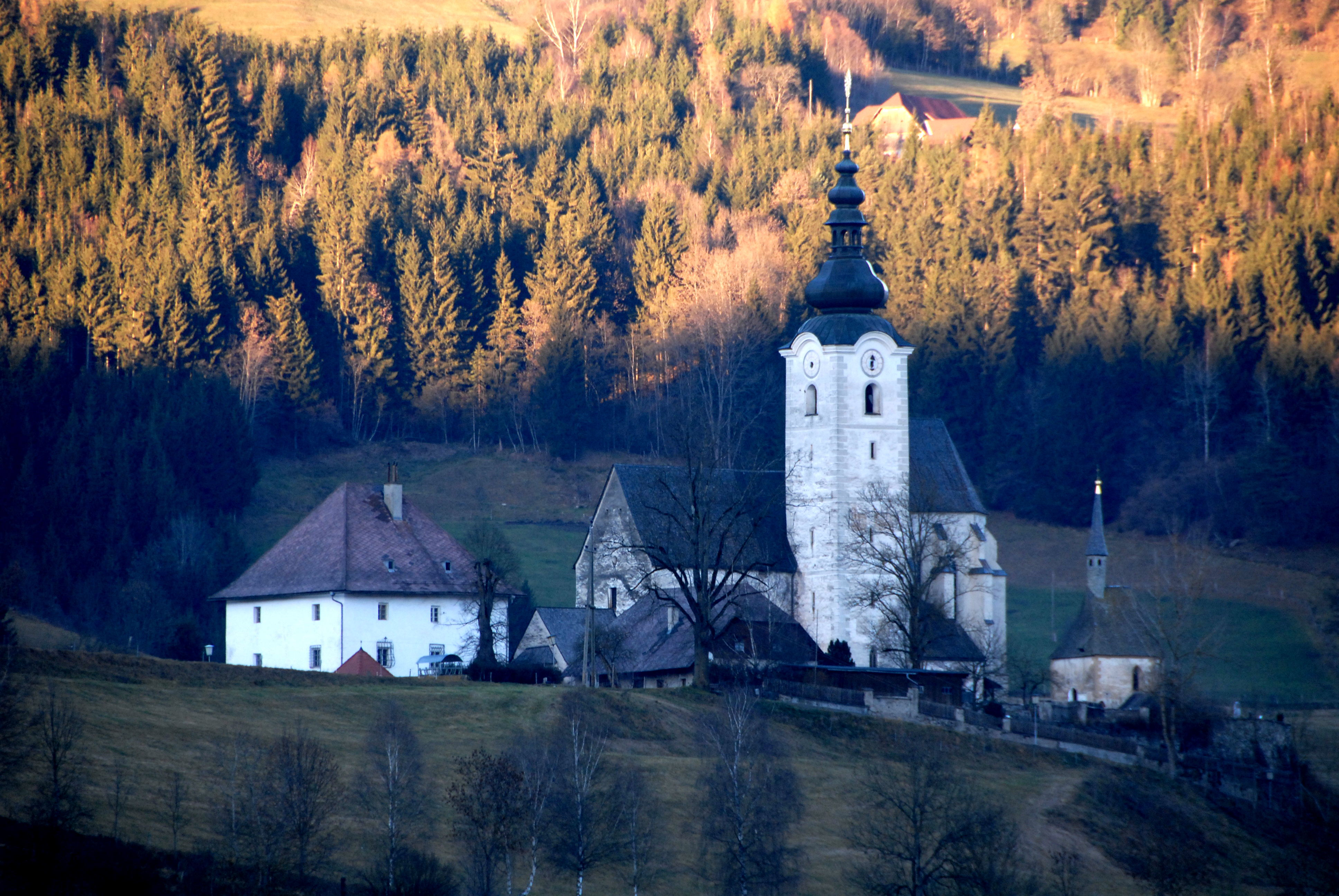
Церковь
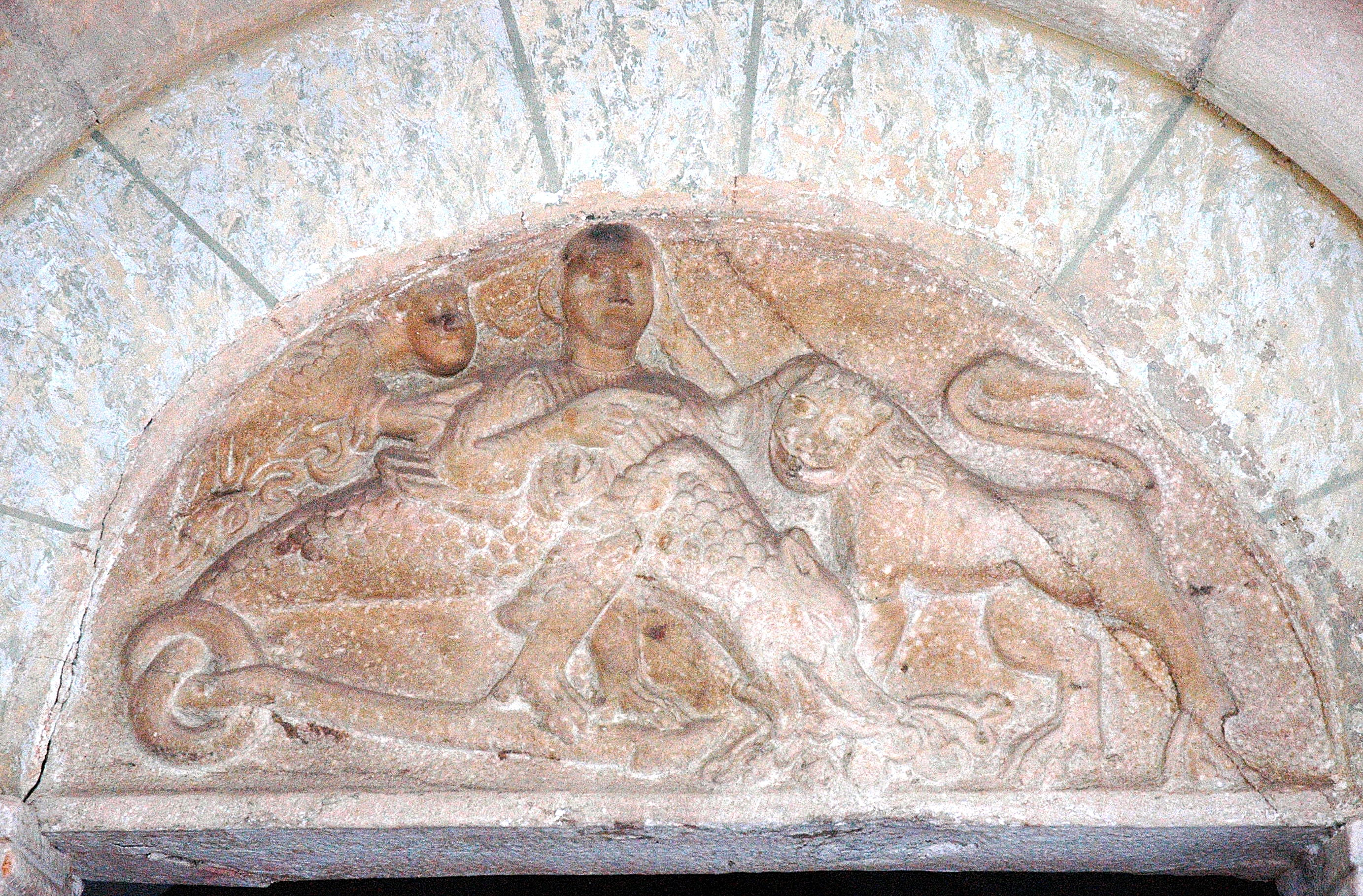
Церковь

## Политическая ситуация
Бургомистр коммуны — Фердинанд Вахерниг (АПС) по результатам выборов 2003 года.
Совет представителей коммуны (нем. Gemeinderat) состоит из 19 мест.
- АПС занимает 8 мест.
- АНП занимает 6 мест.
- СДПА занимает 5 мест.